# Johann Hoeniger

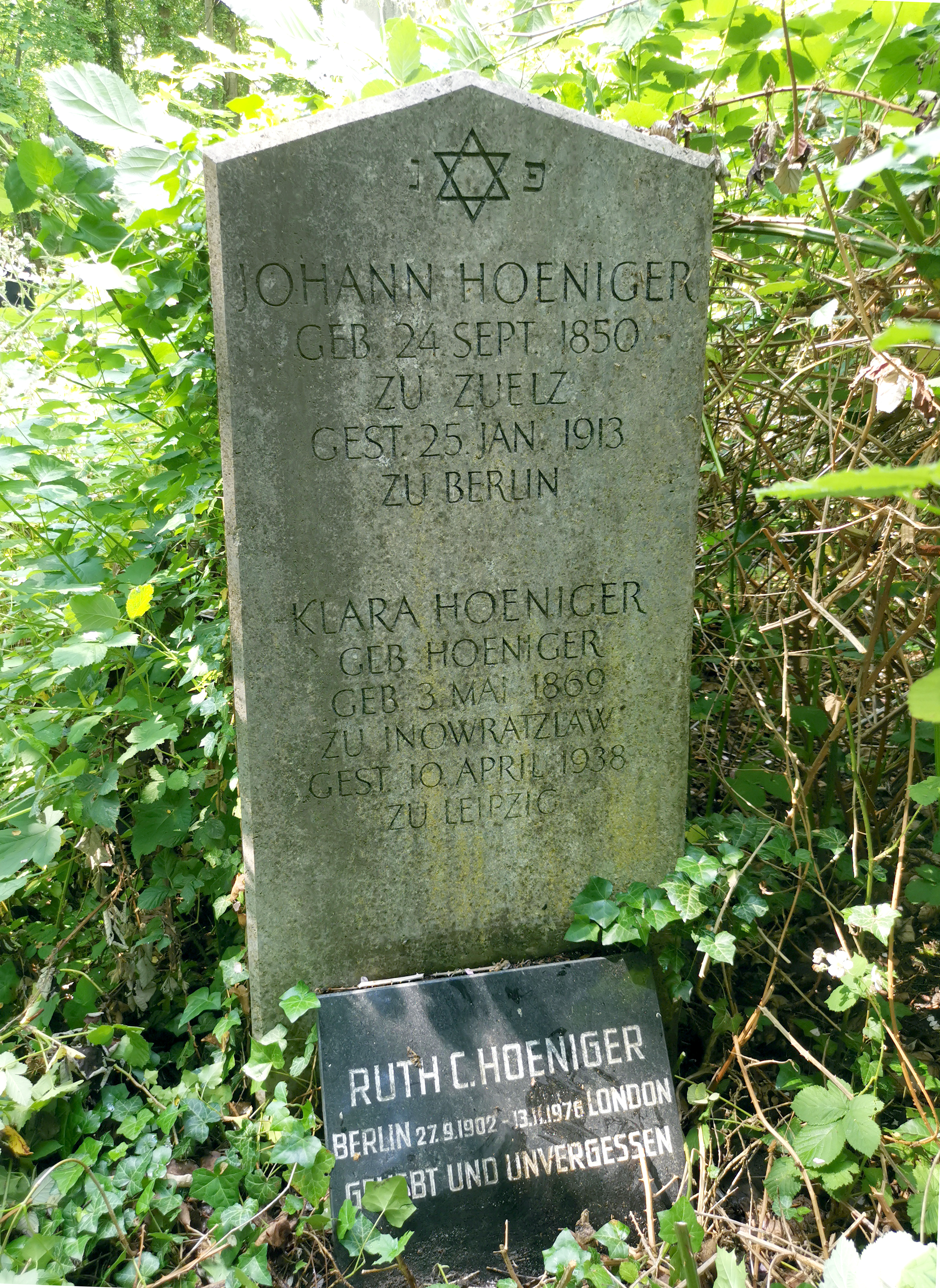
Grabstätte auf dem Jüdischen Friedhof Berlin-Weißensee, Feld D 4

Israel Johannes Hoeniger (* 24. April 1850 in Zülz, Oberschlesien; † 26. Januar 1913 in Berlin-Schöneberg) war ein deutscher Architekt.
Hoeniger, Sohn eines Sanitätsrats absolvierte eine Maurerlehre in Ratibor und studierte an der Baugewerkschule Höxter und an der Berliner Bauakademie. Nach einer Reise durch Frankreich und Italien (1877) wurde er Privatbaumeister in Berlin. 1881 wurde er Gemeindebaumeister der Jüdischen Gemeinde. Bald darauf gründete er mit Gustav Reyscher eine gemeinsame Firma. Von 1887 bis 1913 hatte er eine gemeinsame Firma mit Jakob Sedelmeier (1861–1929).
Hoeniger starb 1913 in seiner Schöneberger Wohnung in der Geisbergstraße 33.

## Arbeiten und Entwürfe
- 1887: Nicht ausgeführter Entwurf der Synagoge Lindenstraße
- 1894–1895: Entwurf der Fassade des Mehrfamilienwohnhauses Schöneberger Ufer 59 in Berlin (Grundrisse und Bauausführung durch Joseph Fraenkel)[2]
- 1900–1901: Gebäude der Jüdischen Arbeiterkolonie Weißensee[3]
- 1903: Entwurf der Höheren Mädchenschule Zehlendorf – heute: Droste-Hülshoff-Schule (Gymnasium) – in der Schönower Straße 7 & 8 in Berlin[4]
- 1903–1904: Synagoge „Friedenstempel“ mit Religionsschule und Schulbaracke in Berlin, Rykestraße 53 (Bauausführung durch Joseph Fraenkel)[5]
- um 1903: Synagoge für die Israelitische Synagogen-Gemeinde Adass Jisroel zu Berlin, Artilleriestraße 31
- 1906/07: Lehranstalt für die Wissenschaft des Judentums (siehe: Leo-Baeck-Haus)
- 1910/11: Entwurf des Geschäftshauses Wallstraße 15 & 15A/Neue Grünstraße 24 in Berlin-Mitte[6]
- 1910/12: Bauausführung der Synagoge Fasanenstraße, Fasanenstraße 79, Berlin-Charlottenburg (Architekt: Ehrenfried Hessel)
- 1912/13: Entwurf des Wohnhauses Stubenrauchstraße 1 in Berlin-Zehlendorf[7]
- 1912/14: Synagoge Levetzowstraße 7/8, Berlin-Moabit (1914 geweiht, 1938 verwüstet, im Luftkrieg zerstört, 1955 endgültig abgerissen)